# Chula Vista
Chula Vista is een stad in de Amerikaanse staat Californië en telt 173.556 inwoners. Het is hiermee de 120e stad in de Verenigde Staten (2000). De oppervlakte bedraagt 126,6 km², waarmee het de 138e stad is.

## Demografie
Van de bevolking is 11 % ouder dan 65 jaar en bestaat voor 19,5 % uit eenpersoonshuishoudens. De werkloosheid bedraagt 3,2 % (cijfers volkstelling 2000).
Ongeveer 49,6 % van de bevolking van Chula Vista bestaat uit hispanics en latino's, 4,6 % is van Afrikaanse oorsprong en 11 % van Aziatische oorsprong.
Het aantal inwoners steeg van 135.243 in 1990 naar 173.556 in 2000.

## Klimaat
In januari is de gemiddelde temperatuur 12,9 °C, in juli is dat 20,1 °C. Jaarlijks valt er gemiddeld 237,2 mm neerslag (gegevens op basis van de meetperiode 1961-1990).

## Stedenband
- Cebu City (Filipijnen)

## Plaatsen in de nabije omgeving
De onderstaande figuur toont nabijgelegen plaatsen in een straal van 16 km rond Chula Vista.